# 费利西安·库尔贝
费利西安·库尔贝（法語：Félicien Courbet，1888年2月25日—1967年12月20日），比利时男子游泳、水球运动员。他曾代表比利时参加1908年、1912年和1920年夏季奥林匹克运动会，获得一枚铜牌。